# Christina Grimmie
Christina Victoria Grimmie (12. března 1994, Marlton, New Jersey, USA – 10. června 2016, Orlando, Florida) byla americká zpěvačka, která se proslavila svými coververzemi písniček na YouTube, kde se prezentovala pod uživatelským jménem zeldaxlove64 Christina Grimmie.
V roce 2014 se zúčastnila šesté série americké verze soutěže The Voice, kde skončila na třetím místě. Po skončení show s ní její mentor a vlastník společnosti 222 Records Adam Levine podepsal smlouvu. Smlouvu ji také nabídl Lil Wayne ve své společnosti Young Money Entertainment.
Dne 10. června 2016 po koncertě na Floridě, při rozdávání autogramů, byla třikrát postřelena útočníkem Kevinem Jamesem Loiblem, který se poté sám zastřelil. Okamžitě byla převezena do nemocnice, kde 11. června 2016 zemřela. Útočníkův motiv nebyl k 12. červnu 2016 znám.

## Životopis
Narodila se na jihu New Jersey, v Marltonu, kde i vyrůstala. Její předci byli italského a rumunského původu. Její otec si všiml jejího talentu v šesti letech. V deseti letech začala hrát na piano. Od roku 2010 se učila doma. Měla jednoho staršího bratra.
Teprve v sedmnácti letech (14. června 2011) vydala své první album s názvem Find me. Neměla smlouvu s žádnou nahrávací společností. Její dynamická tvorba zahrnovala elementy popu, techna a rocku.

## Kariéra

### 2009–2010 YouTube
V patnácti letech vložila své první video na YouTube. První skladbu, kterou nahrála, byla coververze písničky od Hannah Montany „Don't Wanna Be Torn“. Popularita však přišla až s přezpíváním písničky „Party In The USA“ od Miley Cyrusové. Její coververze písničky „Just a Dream“ od Nellyho, kterou nazpívala s youtuberem Samem Tsuim, má přes 215 milionů zhlédnutí. Od doby, co započala vkládat svá videa na YouTube, měla 375 milionů zhlédnutí a získala přes 3 miliony odběratelů.
V soutěži MyYouTube získala druhé místo za první Selenou Gomezovou. Když její popularita stoupala, všiml si jí nevlastní otec Seleny Gomez Brian Teefey a v květnu roku 2010 se stal jejím manažerem.

### 2011:Find Me
V roce 2011 vystoupila na charitativním koncertu UNICEF a také poskytla své vokály na turné Selena Gomez & the Scene. V roce 2011 byla účinkujícím první DigiTour, speciálně navrženou pro YouTubery. Zpívala na koncertech Seleny Gomez, Allstar Weekend a Jonas Brothers.
Dne 14. června 2011 vydala EP nazvané Find Me. Její debutový singl „Advice“ byl vydán 11. července a její hudební video bylo vydáno 19. července. Vystoupila v show Ellen DeGeneresové s youtuberem Tylerem Wardem s coververzí „How to Love“ od Lil Wayneho. Dne 20. listopadu 2011 vystoupila na před-show předávání cen AMA. V prosinci 2011 se objevila v Disney Channel seriálu So Random!.

### 2012–2013:With Love
V lednu 2011 se přestěhovala do Los Angeles a podepsala smlouvu s Creative Artist Agency, kteří podepsali smlouvu s Chrisem Brownem a Christinou Aguilerou. Její druhé album nazvané With Love bylo vydáno 6. srpna 2013. Dne 3. října 2013 vydala videoklip k písničce „Tell My Mama“.

### 2014:The Voicea po soutěži
Účastnila se konkurzů do šesté série show stanice NBC The Voice. Během konkurzů naslepo zpívala písničku od Miley Cyrus „Wrecking Ball“. Porota v soutěži otočila svá křesla, ale ona si za svého kouče vybrala Adama Levina. Skončila na třetím místě za Joshem Kaufmanem a Jakem Worthingtonem.
Během soutěže Adam Levine několikrát zmínil, že by rád Christinu přijal do své nahrávací společnosti 222 Records. Lil Wayne také vyjádřil o ní zájem ve své společnosti Young Money Entertainment. Christina si vybrala Island Records. Dne 21. června 2014 se konal první koncert The Voice Summer tour, turné na které vyjela se spolusoutěžícími Tessanne Chinem, Jacquie Lee, Willem Champlinem, Diou Frampton, Kristen Merlinem a Jackem Barkerem.
Dne 11. července oznámila vydání nového singlu „Must Be Love“.

## Diskografie

### Find Me
1. Ugly
2. Unforgivable
3. Advice
4. King Of Thieves
5. Not Fragile
6. Find Me
7. Liar Liar
8. Counting

### With Love
1. Over Overthinking You
2. Absolutely Final Goodbye
3. Make It Work
4. Get Yourself Together
5. With Love
6. Tell My Mama
7. Feelin' Good
8. The One I Crave
9. I Bet You Don't Curse God
10. Think Of You
11. My Anthem (Bonus Track)